# Galzinia
Galzinia is een geslacht van schimmels behorend tot de familie Corticiaceae. De typesoort is Galzinia pedicellata

## Soorten
Volgens Index Fungorum telt het geslacht negen soorten (peildatum maart 2023):
| Soortnaam             | Auteur(s)              | Publicatiejaar |
| --------------------- | ---------------------- | -------------- |
| Galzinia cymosa       | D.P. Rogers            | 1944           |
| Galzinia cystidiata   | S.S. Rattan & Abdullah | 1977           |
| Galzinia ellipsospora | S.S. Rattan            | 1977           |
| Galzinia forcipata    | Pouzar                 | 1983           |
| Galzinia geminispora  | L.S. Olive             | 1954           |
| Galzinia longibasidia | Hallenb.               | 1980           |
| Galzinia oberwinkleri | E. Langer & G. Langer  | 2019           |
| Galzinia pedicellata  | Bourdot                | 1922           |
| Galzinia vesana       | Boidin & Gilles        | 1990           |